# Dolichoglottis
 Dolichoglottis  B.Nord, 1978 è un genere di piante angiosperme dicotiledoni della famiglia delle Asteraceae (sottofamiglia Asteroideae).

## Etimologia
Il nome scientifico del genere è stato definito dal botanico Rune Bertil Nordenstam (1936-) nella pubblicazione " Opera Botanica a Societate Botanica Lundensi. Lund, Copenhagen" ( Opera Bot. 44: 33) del 1978.

## Descrizione
Habitus. Le specie di questo genere hanno un habitus di tipo erbaceo perenne.
Radici. Le radici sono secondarie da rizoma; i rizomi in genere sono spessi.
Fusto. La parte aerea in genere è eretta, semplice o ramosa. Gli steli sono lanoso-setosi e ghiandolosi.
Foglie. Le foglie sono sia basali che cauline disposte in modo alternato e sono sessili. Il contorno della lamina è intero con forme da lineare-lanceolate a lanceolate. I margini sono dentato-seghettati. Le venature sono parallele.
Infiorescenza. Le sinflorescenze sono composte da diversi capolini raccolti in formazioni corimbose. Le infiorescenze vere e proprie sono formate da un capolino terminale o laterale peduncolato di tipo radiato. Alla base dell'involucro (la struttura principale del capolino) può essere presente un calice formato da alcune brattee fogliacee. I capolini sono formati da un involucro, con forme da cilindriche a campanulate, composto da diverse brattee, al cui interno un ricettacolo fa da base ai fiori di due tipi: quelli esterni del raggio e quelli più interni del disco. Le brattee, glabre o pelose, sono disposte in modo più o meno embricato su due serie e possono essere connate alla base. Il ricettacolo, a volte alveolato, è nudo (senza pagliette a protezione della base dei fiori); la forma è convessa, piatta o conica.
Fiori.  I fiori sono tetra-ciclici (formati cioè da 4 verticilli: calice – corolla – androceo – gineceo) e pentameri (calice e corolla formati da 5 elementi). Sono inoltre ermafroditi, più precisamente i fiori del raggio (quelli ligulati e zigomorfi) sono femminili; mentre quelli del disco centrale (tubulosi e actinomorfi) sono bisessuali o a volte funzionalmente maschili.
- Formula fiorale:

*/x K {\displaystyle \infty }, [C (5), A (5)], G 2 (infero), achenio
- Calice: i sepali del calice sono ridotti ad una coroncina di squame.
- Corolla: nella parte inferiore i petali della corolla sono saldati insieme e formano un tubo. In particolare le corolle dei fiori del disco centrale (tubulosi) terminano con delle fauci dilatate a raggiera con cinque (o quattro) brevi lobi più o meno patenti. Nella corolla dei fiori periferici (ligulati) il tubo si trasforma in un prolungamento da ligulato a filiforme, terminante più o meno con cinque dentelli. Il colore delle corolle è giallo, bianco o rosa.
- Androceo: gli stami sono 5 con dei filamenti liberi. La parte basale del collare dei filamenti può essere dilatata. Le antere invece sono saldate fra di loro e formano un manicotto che circonda lo stilo. Le antere sono senza coda ("ecaudate"). La struttura delle antere è di tipo tetrasporangiato, raramente sono bisporangiate. Il tessuto endoteciale è polarizzato. Il polline è tricolporato (tipo "helianthoid").[10]
- Gineceo: lo stilo è biforcato con due stigmi nella parte apicale. Gli stigmi hanno una forma variabile da subtroncata a ottusa; possono essere ricoperti da minute papille o avere dei penicilli apicali. Le superfici stigmatiche sono continue o basalmente discrete.  L'ovario è infero uniloculare formato da 2 carpelli.

Frutti. I frutti sono degli acheni con pappo. La forma degli acheni è più o meno oblunga (compressa o affusolata); la superficie è percorsa da diverse coste longitudinali e può essere mucillaginosa. In alcuni casi sono presenti alcuni canali resiniferi. Non sempre il carpoforo è distinguibile. Il pappo è formato da numerose setole rigide e piuttosto grossolane, sono inoltre persistenti.

## Biologia
Impollinazione: l'impollinazione avviene tramite insetti (impollinazione entomogama tramite farfalle diurne e notturne).

Riproduzione: la fecondazione avviene fondamentalmente tramite l'impollinazione dei fiori (vedi sopra).

Dispersione: i semi (gli acheni) cadendo a terra sono successivamente dispersi soprattutto da insetti tipo formiche (disseminazione mirmecoria). In questo tipo di piante avviene anche un altro tipo di dispersione: zoocoria. Infatti gli uncini delle brattee dell'involucro (se presenti) si agganciano ai peli degli animali di passaggio disperdendo così anche su lunghe distanze i semi della pianta. Inoltre per merito del pappo il vento può trasportare i semi anche a distanza di alcuni chilometri (disseminazione anemocora).

## Distribuzione e habitat
Le specie di questo genere sono distribuite in Nuova Zelanda.

## Tassonomia
La famiglia di appartenenza di questa voce (Asteraceae o Compositae, nomen conservandum) probabilmente originaria del Sud America, è la più numerosa del mondo vegetale, comprende oltre 23.000 specie distribuite su 1.535 generi, oppure 22.750 specie e 1.530 generi secondo altre fonti (una delle checklist più aggiornata elenca fino a 1.679 generi). La famiglia attualmente (2021) è divisa in 16 sottofamiglie; la sottofamiglia Asteroideae è una di queste e rappresenta l'evoluzione più recente di tutta la famiglia.

### Filogenesi
Il genere di questa voce è descritto nella sottotribù Brachyglottidinae della tribù Senecioneae (una delle 21 tribù della sottofamiglia Asteroideae). La sottotribù, dopo le analisi di tipo filogenetico sul DNA del plastidio (Pelser et al., 2007), è risultata in posizione politomica insieme alle sottotribù Tussilagininae, Chersodominae e il "gruppo fratello" formato dalle sottotribù Othonninae e Senecioninae. La monofilia della Brachyglottidinae è ben supportata dalle analisi di tipo filogenetico del DNA e include il subclade australiano formato dalla maggior parte dei generi della sottotribù; a questo clade vanno aggiunti alcuni generi isolati geograficamente (Sudamerica e Sudafrica).
Il genere di questa voce, nell'ambito della filogenesi della sottotribù, è in posizione "basale". Il cladogramma tratto dallo studio citato mostra l'attuale conoscenza della struttura filogenetica della sottotribù.
|  | \| \| Traversia, Brachyglottis-3 \| \| \| \| \| \| Centropappus, Bedfordia \| \| \| \| |
|  |                                                                                        |
|  | Haastia, Brachyglottis-4                                                               |
|  |                                                                                        |
|  | Traversia, Brachyglottis-3                                                             |
|  |                                                                                        |
|  | Centropappus, Bedfordia                                                                |
|  |                                                                                        |

|  | Traversia, Brachyglottis-3 |
|  |                            |
|  | Centropappus, Bedfordia    |
|  |                            |

|  | \| \| Traversia, Brachyglottis-3 \| \| \| \| \| \| Centropappus, Bedfordia \| \| \| \| |
|  |                                                                                        |
|  | Haastia, Brachyglottis-4                                                               |
|  |                                                                                        |
|  | Traversia, Brachyglottis-3                                                             |
|  |                                                                                        |
|  | Centropappus, Bedfordia                                                                |
|  |                                                                                        |

|  | Traversia, Brachyglottis-3 |
|  |                            |
|  | Centropappus, Bedfordia    |
|  |                            |

|  | \| \| Traversia, Brachyglottis-3 \| \| \| \| \| \| Centropappus, Bedfordia \| \| \| \| |
|  |                                                                                        |
|  | Haastia, Brachyglottis-4                                                               |
|  |                                                                                        |
|  | Traversia, Brachyglottis-3                                                             |
|  |                                                                                        |
|  | Centropappus, Bedfordia                                                                |
|  |                                                                                        |

|  | Traversia, Brachyglottis-3 |
|  |                            |
|  | Centropappus, Bedfordia    |
|  |                            |

|  | \| \| Traversia, Brachyglottis-3 \| \| \| \| \| \| Centropappus, Bedfordia \| \| \| \| |
|  |                                                                                        |
|  | Haastia, Brachyglottis-4                                                               |
|  |                                                                                        |
|  | Traversia, Brachyglottis-3                                                             |
|  |                                                                                        |
|  | Centropappus, Bedfordia                                                                |
|  |                                                                                        |

|  | Traversia, Brachyglottis-3 |
|  |                            |
|  | Centropappus, Bedfordia    |
|  |                            |

|  | \| \| Traversia, Brachyglottis-3 \| \| \| \| \| \| Centropappus, Bedfordia \| \| \| \| |
|  |                                                                                        |
|  | Haastia, Brachyglottis-4                                                               |
|  |                                                                                        |
|  | Traversia, Brachyglottis-3                                                             |
|  |                                                                                        |
|  | Centropappus, Bedfordia                                                                |
|  |                                                                                        |

|  | Traversia, Brachyglottis-3 |
|  |                            |
|  | Centropappus, Bedfordia    |
|  |                            |

|  | \| \| Traversia, Brachyglottis-3 \| \| \| \| \| \| Centropappus, Bedfordia \| \| \| \| |
|  |                                                                                        |
|  | Haastia, Brachyglottis-4                                                               |
|  |                                                                                        |
|  | Traversia, Brachyglottis-3                                                             |
|  |                                                                                        |
|  | Centropappus, Bedfordia                                                                |
|  |                                                                                        |

|  | Traversia, Brachyglottis-3 |
|  |                            |
|  | Centropappus, Bedfordia    |
|  |                            |

|  | \| \| Traversia, Brachyglottis-3 \| \| \| \| \| \| Centropappus, Bedfordia \| \| \| \| |
|  |                                                                                        |
|  | Haastia, Brachyglottis-4                                                               |
|  |                                                                                        |
|  | Traversia, Brachyglottis-3                                                             |
|  |                                                                                        |
|  | Centropappus, Bedfordia                                                                |
|  |                                                                                        |

|  | Traversia, Brachyglottis-3 |
|  |                            |
|  | Centropappus, Bedfordia    |
|  |                            |

|  | \| \| Traversia, Brachyglottis-3 \| \| \| \| \| \| Centropappus, Bedfordia \| \| \| \| |
|  |                                                                                        |
|  | Haastia, Brachyglottis-4                                                               |
|  |                                                                                        |
|  | Traversia, Brachyglottis-3                                                             |
|  |                                                                                        |
|  | Centropappus, Bedfordia                                                                |
|  |                                                                                        |

|  | Traversia, Brachyglottis-3 |
|  |                            |
|  | Centropappus, Bedfordia    |
|  |                            |

|  | \| \| Traversia, Brachyglottis-3 \| \| \| \| \| \| Centropappus, Bedfordia \| \| \| \| |
|  |                                                                                        |
|  | Haastia, Brachyglottis-4                                                               |
|  |                                                                                        |
|  | Traversia, Brachyglottis-3                                                             |
|  |                                                                                        |
|  | Centropappus, Bedfordia                                                                |
|  |                                                                                        |

|  | Traversia, Brachyglottis-3 |
|  |                            |
|  | Centropappus, Bedfordia    |
|  |                            |

|  | \| \| Traversia, Brachyglottis-3 \| \| \| \| \| \| Centropappus, Bedfordia \| \| \| \| |
|  |                                                                                        |
|  | Haastia, Brachyglottis-4                                                               |
|  |                                                                                        |
|  | Traversia, Brachyglottis-3                                                             |
|  |                                                                                        |
|  | Centropappus, Bedfordia                                                                |
|  |                                                                                        |

|  | Traversia, Brachyglottis-3 |
|  |                            |
|  | Centropappus, Bedfordia    |
|  |                            |

|  | \| \| Traversia, Brachyglottis-3 \| \| \| \| \| \| Centropappus, Bedfordia \| \| \| \| |
|  |                                                                                        |
|  | Haastia, Brachyglottis-4                                                               |
|  |                                                                                        |
|  | Traversia, Brachyglottis-3                                                             |
|  |                                                                                        |
|  | Centropappus, Bedfordia                                                                |
|  |                                                                                        |

|  | Traversia, Brachyglottis-3 |
|  |                            |
|  | Centropappus, Bedfordia    |
|  |                            |

|  | \| \| Traversia, Brachyglottis-3 \| \| \| \| \| \| Centropappus, Bedfordia \| \| \| \| |
|  |                                                                                        |
|  | Haastia, Brachyglottis-4                                                               |
|  |                                                                                        |
|  | Traversia, Brachyglottis-3                                                             |
|  |                                                                                        |
|  | Centropappus, Bedfordia                                                                |
|  |                                                                                        |

|  | Traversia, Brachyglottis-3 |
|  |                            |
|  | Centropappus, Bedfordia    |
|  |                            |

|  | \| \| Traversia, Brachyglottis-3 \| \| \| \| \| \| Centropappus, Bedfordia \| \| \| \| |
|  |                                                                                        |
|  | Haastia, Brachyglottis-4                                                               |
|  |                                                                                        |
|  | Traversia, Brachyglottis-3                                                             |
|  |                                                                                        |
|  | Centropappus, Bedfordia                                                                |
|  |                                                                                        |

|  | Traversia, Brachyglottis-3 |
|  |                            |
|  | Centropappus, Bedfordia    |
|  |                            |

|  | \| \| Traversia, Brachyglottis-3 \| \| \| \| \| \| Centropappus, Bedfordia \| \| \| \| |
|  |                                                                                        |
|  | Haastia, Brachyglottis-4                                                               |
|  |                                                                                        |
|  | Traversia, Brachyglottis-3                                                             |
|  |                                                                                        |
|  | Centropappus, Bedfordia                                                                |
|  |                                                                                        |

|  | Traversia, Brachyglottis-3 |
|  |                            |
|  | Centropappus, Bedfordia    |
|  |                            |

|  | \| \| Traversia, Brachyglottis-3 \| \| \| \| \| \| Centropappus, Bedfordia \| \| \| \| |
|  |                                                                                        |
|  | Haastia, Brachyglottis-4                                                               |
|  |                                                                                        |
|  | Traversia, Brachyglottis-3                                                             |
|  |                                                                                        |
|  | Centropappus, Bedfordia                                                                |
|  |                                                                                        |

|  | Traversia, Brachyglottis-3 |
|  |                            |
|  | Centropappus, Bedfordia    |
|  |                            |

|  | \| \| Traversia, Brachyglottis-3 \| \| \| \| \| \| Centropappus, Bedfordia \| \| \| \| |
|  |                                                                                        |
|  | Haastia, Brachyglottis-4                                                               |
|  |                                                                                        |
|  | Traversia, Brachyglottis-3                                                             |
|  |                                                                                        |
|  | Centropappus, Bedfordia                                                                |
|  |                                                                                        |

|  | Traversia, Brachyglottis-3 |
|  |                            |
|  | Centropappus, Bedfordia    |
|  |                            |

|  | \| \| Traversia, Brachyglottis-3 \| \| \| \| \| \| Centropappus, Bedfordia \| \| \| \| |
|  |                                                                                        |
|  | Haastia, Brachyglottis-4                                                               |
|  |                                                                                        |
|  | Traversia, Brachyglottis-3                                                             |
|  |                                                                                        |
|  | Centropappus, Bedfordia                                                                |
|  |                                                                                        |

|  | Traversia, Brachyglottis-3 |
|  |                            |
|  | Centropappus, Bedfordia    |
|  |                            |

|  | \| \| Traversia, Brachyglottis-3 \| \| \| \| \| \| Centropappus, Bedfordia \| \| \| \| |
|  |                                                                                        |
|  | Haastia, Brachyglottis-4                                                               |
|  |                                                                                        |
|  | Traversia, Brachyglottis-3                                                             |
|  |                                                                                        |
|  | Centropappus, Bedfordia                                                                |
|  |                                                                                        |

|  | Traversia, Brachyglottis-3 |
|  |                            |
|  | Centropappus, Bedfordia    |
|  |                            |

|  | \| \| Traversia, Brachyglottis-3 \| \| \| \| \| \| Centropappus, Bedfordia \| \| \| \| |
|  |                                                                                        |
|  | Haastia, Brachyglottis-4                                                               |
|  |                                                                                        |
|  | Traversia, Brachyglottis-3                                                             |
|  |                                                                                        |
|  | Centropappus, Bedfordia                                                                |
|  |                                                                                        |

|  | Traversia, Brachyglottis-3 |
|  |                            |
|  | Centropappus, Bedfordia    |
|  |                            |

|  | \| \| Traversia, Brachyglottis-3 \| \| \| \| \| \| Centropappus, Bedfordia \| \| \| \| |
|  |                                                                                        |
|  | Haastia, Brachyglottis-4                                                               |
|  |                                                                                        |
|  | Traversia, Brachyglottis-3                                                             |
|  |                                                                                        |
|  | Centropappus, Bedfordia                                                                |
|  |                                                                                        |

|  | Traversia, Brachyglottis-3 |
|  |                            |
|  | Centropappus, Bedfordia    |
|  |                            |

|  | \| \| Traversia, Brachyglottis-3 \| \| \| \| \| \| Centropappus, Bedfordia \| \| \| \| |
|  |                                                                                        |
|  | Haastia, Brachyglottis-4                                                               |
|  |                                                                                        |
|  | Traversia, Brachyglottis-3                                                             |
|  |                                                                                        |
|  | Centropappus, Bedfordia                                                                |
|  |                                                                                        |

|  | Traversia, Brachyglottis-3 |
|  |                            |
|  | Centropappus, Bedfordia    |
|  |                            |

|  | \| \| Traversia, Brachyglottis-3 \| \| \| \| \| \| Centropappus, Bedfordia \| \| \| \| |
|  |                                                                                        |
|  | Haastia, Brachyglottis-4                                                               |
|  |                                                                                        |
|  | Traversia, Brachyglottis-3                                                             |
|  |                                                                                        |
|  | Centropappus, Bedfordia                                                                |
|  |                                                                                        |

|  | Traversia, Brachyglottis-3 |
|  |                            |
|  | Centropappus, Bedfordia    |
|  |                            |

|  | \| \| Traversia, Brachyglottis-3 \| \| \| \| \| \| Centropappus, Bedfordia \| \| \| \| |
|  |                                                                                        |
|  | Haastia, Brachyglottis-4                                                               |
|  |                                                                                        |
|  | Traversia, Brachyglottis-3                                                             |
|  |                                                                                        |
|  | Centropappus, Bedfordia                                                                |
|  |                                                                                        |

|  | Traversia, Brachyglottis-3 |
|  |                            |
|  | Centropappus, Bedfordia    |
|  |                            |

|  | \| \| Traversia, Brachyglottis-3 \| \| \| \| \| \| Centropappus, Bedfordia \| \| \| \| |
|  |                                                                                        |
|  | Haastia, Brachyglottis-4                                                               |
|  |                                                                                        |
|  | Traversia, Brachyglottis-3                                                             |
|  |                                                                                        |
|  | Centropappus, Bedfordia                                                                |
|  |                                                                                        |

|  | Traversia, Brachyglottis-3 |
|  |                            |
|  | Centropappus, Bedfordia    |
|  |                            |

|  | \| \| Traversia, Brachyglottis-3 \| \| \| \| \| \| Centropappus, Bedfordia \| \| \| \| |
|  |                                                                                        |
|  | Haastia, Brachyglottis-4                                                               |
|  |                                                                                        |
|  | Traversia, Brachyglottis-3                                                             |
|  |                                                                                        |
|  | Centropappus, Bedfordia                                                                |
|  |                                                                                        |

|  | Traversia, Brachyglottis-3 |
|  |                            |
|  | Centropappus, Bedfordia    |
|  |                            |

|  | \| \| Traversia, Brachyglottis-3 \| \| \| \| \| \| Centropappus, Bedfordia \| \| \| \| |
|  |                                                                                        |
|  | Haastia, Brachyglottis-4                                                               |
|  |                                                                                        |
|  | Traversia, Brachyglottis-3                                                             |
|  |                                                                                        |
|  | Centropappus, Bedfordia                                                                |
|  |                                                                                        |

|  | Traversia, Brachyglottis-3 |
|  |                            |
|  | Centropappus, Bedfordia    |
|  |                            |

|  | \| \| Traversia, Brachyglottis-3 \| \| \| \| \| \| Centropappus, Bedfordia \| \| \| \| |
|  |                                                                                        |
|  | Haastia, Brachyglottis-4                                                               |
|  |                                                                                        |
|  | Traversia, Brachyglottis-3                                                             |
|  |                                                                                        |
|  | Centropappus, Bedfordia                                                                |
|  |                                                                                        |

|  | Traversia, Brachyglottis-3 |
|  |                            |
|  | Centropappus, Bedfordia    |
|  |                            |

|  | \| \| Traversia, Brachyglottis-3 \| \| \| \| \| \| Centropappus, Bedfordia \| \| \| \| |
|  |                                                                                        |
|  | Haastia, Brachyglottis-4                                                               |
|  |                                                                                        |
|  | Traversia, Brachyglottis-3                                                             |
|  |                                                                                        |
|  | Centropappus, Bedfordia                                                                |
|  |                                                                                        |

|  | Traversia, Brachyglottis-3 |
|  |                            |
|  | Centropappus, Bedfordia    |
|  |                            |

|  | \| \| Traversia, Brachyglottis-3 \| \| \| \| \| \| Centropappus, Bedfordia \| \| \| \| |
|  |                                                                                        |
|  | Haastia, Brachyglottis-4                                                               |
|  |                                                                                        |
|  | Traversia, Brachyglottis-3                                                             |
|  |                                                                                        |
|  | Centropappus, Bedfordia                                                                |
|  |                                                                                        |

|  | Traversia, Brachyglottis-3 |
|  |                            |
|  | Centropappus, Bedfordia    |
|  |                            |

|  | \| \| Traversia, Brachyglottis-3 \| \| \| \| \| \| Centropappus, Bedfordia \| \| \| \| |
|  |                                                                                        |
|  | Haastia, Brachyglottis-4                                                               |
|  |                                                                                        |
|  | Traversia, Brachyglottis-3                                                             |
|  |                                                                                        |
|  | Centropappus, Bedfordia                                                                |
|  |                                                                                        |

|  | Traversia, Brachyglottis-3 |
|  |                            |
|  | Centropappus, Bedfordia    |
|  |                            |

|  | \| \| Traversia, Brachyglottis-3 \| \| \| \| \| \| Centropappus, Bedfordia \| \| \| \| |
|  |                                                                                        |
|  | Haastia, Brachyglottis-4                                                               |
|  |                                                                                        |
|  | Traversia, Brachyglottis-3                                                             |
|  |                                                                                        |
|  | Centropappus, Bedfordia                                                                |
|  |                                                                                        |

|  | Traversia, Brachyglottis-3 |
|  |                            |
|  | Centropappus, Bedfordia    |
|  |                            |

|  | \| \| Traversia, Brachyglottis-3 \| \| \| \| \| \| Centropappus, Bedfordia \| \| \| \| |
|  |                                                                                        |
|  | Haastia, Brachyglottis-4                                                               |
|  |                                                                                        |
|  | Traversia, Brachyglottis-3                                                             |
|  |                                                                                        |
|  | Centropappus, Bedfordia                                                                |
|  |                                                                                        |

|  | Traversia, Brachyglottis-3 |
|  |                            |
|  | Centropappus, Bedfordia    |
|  |                            |

I caratteri distintivi del genere  Dolichoglottis sono:
- le foglie sia basali che cauline hanno delle forme lanceolate;
- i capolini, peduncolati, sono del tipo radiato;
- gli acheni sono "mixogenici" (hanno proprietà mucillaginose se immersi in acqua).

Il numero cromosomico delle specie di questo genere è: 2n = 60.

### Elenco delle specie
Questo genere ha 2 specie:
- Dolichoglottis lyallii (Hook.f.) B.Nord.
- Dolichoglottis scorzoneroides  (Hook.f.) B.Nord.